# Karl Pfeffer
Karl Pfeffer (* 11. Jänner 1903 in Miesenbach bei Scheibbs; † 4. September 1975 in St. Pölten) war ein österreichischer Politiker (SPÖ) und Direktor der Niederösterreichischen Gebietskrankenkasse. Er war von 1962 bis 1970 Abgeordneter zum Österreichischen Nationalrat.

## Leben und Wirken
Karl Pfeffer wurde am 11. Jänner 1903 als Sohn von Karl Pfeffer (* 28. Oktober 1871; † 28. Oktober 1945 in Scheibbs), Fabriksarbeiter in der Papierfabrik Neubruck, und dessen Ehefrau Aloisia (geborene Holzer; * 11. Jänner 1881 in Neubruck bei Scheibbs; † 23. Mai 1972 in Scheibbs-Neustift) in Miesenbach (heute Teil der Gemeinde Scheibbs, damals ein Ortsteil der eigenständigen Gemeinde Neustift) geboren und am 13. Jänner 1903 auf den Namen Karl getauft. Seine Eltern hatten am 26. Jänner 1902 in Scheibbs geheiratet. Der Vater war ein langjähriger Mitarbeiter der genannten Papierfabrik – dort zuletzt in der Funktion eines Heizers – und wurde im Jahr 1937 von Bundespräsident Wilhelm Miklas für 40-jährige treue Dienste mit einer Ehrenmedaille ausgezeichnet. Ebenso wurde der Vater vom Unternehmen selbst geehrt. Nach seiner Pensionierung arbeitete der einstige Kesselheizer noch bei der Post. Der Bruder Karl Pfeffers, Alois, der 1937 auch bei seiner Hochzeit als Beistand der Braut fungierte, arbeitete als Bäckermeister in Wien. Ein weiterer Bruder, Maximilian „Max“ (* 5. Oktober 1907 in Miesenbach), war noch in jungen Jahren verstorben.
Pfeffer besuchte nach der Volksschule die Bürgerschule und wechselte danach an die Berufsschule. 1922 begann er als Krankenkassenangestellter zu arbeiten, wobei er in der Folge bis zum Direktor der Niederösterreichischen Gebietskrankenkasse aufstieg.
Am 3. Oktober 1937 heiratete er in der Scheibbser Pfarrkirche die Beamtin Stefanie Standfest (* 22. Dezember 1903; † 11. Februar 1975 in St. Pölten), mit der er ein Kind, die Tochter Helga Stephanie (verehelichte Kunze; * 11. Oktober 1939 in St. Pölten), eine spätere Diplom-Dolmetscherin, bekam. Die Tochter ist seit 30. Jänner 1965 mit dem Diplomkaufmann und Doktor Manfred Anton Kunze verheiratet.
In Würdigung seiner Verdienste um die Niederösterreichische Gebietskrankenkasse wurde er mit Beschluss vom 21. Dezember 1956 zum Regierungsrat ernannt. Pfeffer war Fraktionsvorsitzender der Sozialistischen Versicherungsvertreter und vertrat die SPÖ vom 14. Dezember 1962 bis zum 31. März 1970 im Nationalrat. Des Weiteren war er Träger des Ehrenringes der Stadt St. Pölten, des Großen Goldenen Ehrenzeichens für Verdienste um das Land Niederösterreich, des Goldenen Ehrenzeichens für Verdienste um die Republik Österreich sowie weiterer namhafter Auszeichnungen.
Am 4. September 1975 wurde Pfeffer gegen 12 Uhr mittags auf der Adresse Birkengasse 4 in St. Pölten tot aufgefunden. Das Todesdatum bei seinem Taufbucheintrag wurde ebenfalls mit 4. September 1975 angegeben. Nur etwas über ein halbes Jahr zuvor war seine Ehefrau verstorben.